# Milan Mrukvia
Milan Mrukvia (13. dubna 1946 Poprad – 17. dubna 2022) byl slovenský hokejista, útočník. V roce 1981 emigroval do Švýcarska.

## Hokejová kariéra
V československé lize hrál za Slovan Bratislava CHZJD a během vojenské služby za Duklu Trenčín. Se Slovanem získal v roce 1979 mistrovský titul. Nejčastěji nastupoval jako střední útočník s Miroslavem Miklošovičem a Dušanem Žiškou. Po zisku mistrovského titulu musel odejít do LB Zvolen. Po emigraci hrál švýcarskou nejvyšší soutěž za EHC Basel a EHC Aarau. Za reprezentaci Československa nastoupil v letech 1968-1970 v 7 utkáních a dal 2 góly.

## Klubové statistiky
| Sezona    | Klub                    | Soutěž  | Základní část | Základní část | Základní část | Základní část | Základní část |
| Sezona    | Klub                    | Soutěž  | Z             | G             | A             | B             | TM            |
| --------- | ----------------------- | ------- | ------------- | ------------- | ------------- | ------------- | ------------- |
| 1968/1969 | Slovan Bratislava CHZJD | 1. liga | -             | -             | -             | -             | -             |
| 1969/1970 | Slovan Bratislava CHZJD | 1. liga | -             | -             | -             | -             | -             |
| 1970/1971 | Slovan Bratislava CHZJD | 1. liga | -             | -             | -             | -             | -             |
| 1971/1972 | Slovan Bratislava CHZJD | 1. liga | 31            | 6             | 9             | 15            | 20            |
| 1972/1973 | Slovan Bratislava CHZJD | 1. liga | -             | -             | -             | -             | -             |
| 1973/1974 | Slovan Bratislava CHZJD | 1. liga | -             | -             | -             | -             | -             |
| 1974/1975 | Slovan Bratislava CHZJD | 1. liga | -             | -             | -             | -             | -             |
| 1975/1976 | Slovan Bratislava CHZJD | 1. liga | -             | -             | -             | -             | -             |
| 1977/1978 | Dukla Trenčín           | 1. liga | 22            | 3             | 4             | 7             | 14            |
| 1977/1978 | Slovan Bratislava CHZJD | 1. liga | 20            | 5             | 2             | 7             | 12            |
| 1978/1979 | Slovan Bratislava CHZJD | 1. liga | -             | -             | -             | -             | -             |